# NGC 480
NGC 480 هي مجرة حلزونية تبعد حوالي 546 مليون سنة ضوئية من الأرض تقع في كوكبة قيطس (كوكبة). تم اكتشافها من قبل عالم الفلك الأمريكي فرانسيس ليفينوورث في عام 1886.

## وصلات خارجية
- NGC 480 على موقع ويكي سكاي: DSS2, SDSS, GALEX, IRAS, Hydrogen α, X-Ray, Astrophoto, Sky Map, Articles and images